# Яковенко Дмитро Миколайович
Дмитро Миколайович Яковенко (нар. 8 листопада 1982) — український футболіст, що грав на позиції півзахисника. Відомий за виступами у складі низки команд другої та першої українських ліг.

## Клубна кар'єра
Дмитро Яковенко розпочав виступи у професійному футболі в 2001 році в складі команди другої ліги «Нафтовик» з Долини, в якій грав до кінця 2006 року, та провів у її складі 161 матч у чемпіонаті. На початку 2007 року футболіст перейшов до складу іншої команди другої ліги «Олком» з Мелітополя, в якій грав до кінця 2008 року. На початку 2009 року Яковенко перейшов до складу команди першої ліги «Фенікс-Іллічовець», у якій грав до закінчення сезону 2009—2010 років, після чого повернувся до складу «Олкома», проте цього разу грав у складі мелітопольців лише півроку.
На початку 2011 року Дмитро Яковенко стає гравцем аматорської команди «Мир» (Горностаївка), яка за півроку дебютує у другій лізі. Яковенко грав у команді з Херсонщини лише до кінця 2011 року, після чого на початку 2012 року стає гравцем іншої команди другої ліги «Прикарпаття» з Івано-Франківська. Проте й у цій команді він грав лише півроку, після чого команду розформували, а футболіст переходить до аматорської команди «Сокіл» (Угринів). З 2013 до 2017 року Дмитро Яковенко грав у складі аматорської команди «Мелітопольська черешня». З 2018 до 2020 року футболіст грав у складі аматорських команд «Таврія» (Новотроїцьке) і «Хлібороб» (Нижні Торгаї). На початку сезону 2020—2021 років Яковенко став гравцем команди другої ліги «Таврія-Сімферополь», проте зіграв у її складі лише один матч у Кубку України, після чого в зимовому міжсезонні покинув команду. У 2021 році футболіст грав у складі аматорської команди «Генічеськ».